# 圣马梅迪
圣马梅迪是巴西帕拉伊巴州的一个市镇。总面积530.724平方公里，总人口7646人，人口密度14.4人/平方公里。